# Iryna Yanovych
Iryna Yanovych, née le 14 juillet 1976, est une coureuse cycliste ukrainienne. Elle a notamment été médaillée de bronze de la vitesse aux Jeux olympiques de 2000.

## Palmarès

### Jeux olympiques
- Sydney 2000
  -  Médaillée de bronze de la vitesse
  - 9e du 500 m

### Championnats d'Europe
- 1997
  -  Championne d'Europe du 500 m espoirs
  -  Médaillée de bronze de la vitesse espoirs
- 1998
  -  Médaillée d'argent du 500 m espoirs
- 2003
  -  Médaillée de bronze de l'omnium

### Coupe du monde
- 1998
  - 3e du 500 m à Hyères
- 2002
  - 1re du keirin à Moscou
- 2003
  - 2e de la vitesse par équipes à Moscou
  - 3e de la vitesse par équipes à Sydney
- 2004
  - 2e de la vitesse à Manchester